# Janko Tipsarević
Janko Tipsarević, cyr. Јанко Типсаревић (ur. 22 czerwca 1984 w Belgradzie) – serbski tenisista, zwycięzca Drużynowego Pucharu Świata 2009 i Pucharu Davisa 2010.
Zawodowy tenisista w latach 2002–2019.
Zwycięzca czterech turniejów rangi ATP World Tour w grze pojedynczej z jedenastu osiągniętych finałów. W grze podwójnej Serb zwyciężył w jednym turnieju kategorii ATP World Tour z czterech rozegranych finałów.
W kwietniu 2012 klasyfikowany najwyżej w rankingu singlowym, na 8. miejscu.

## Kariera zawodowa

### Lata juniorskie
W latach 1999–2001 Serb występował jako junior. W 2001 wygrał Australian Open, pokonując w finale Jimmy’ego Wanga 3:6, 7:5, 6:0, a w deblu osiągnął półfinał tej imprezy. W tym samym roku uzyskał ćwierćfinał młodzieżowego Roland Garrosa. W styczniu 2001 był na pierwszej pozycji w rankingu juniorskim. Łącznie w tym okresie wygrał osiem rozgrywek w grze pojedynczej rangi juniorskiej.

### Sezony 2001–2003
Karierę seniorską Tipsarević rozpoczął w roku 2002, jednak już w maju 2001 wygrał rozgrywki rangi Futures w Belgradzie. Rok później zwyciężył we futuresie rozgrywanym w Meksyku.
W sezonie 2003 Serb po raz pierwszy przystąpił do rozgrywek wielkoszlemowych, podczas turnieju French Open, lecz odpadł w III rundzie kwalifikacji. W eliminacjach do Wimbledonu również nie awansował do turnieju głównego, przegrywając w I fazie kwalifikacji. W lipcu wygrał rozgrywki challengerowe w Zell, a w sierpniu wystąpił w turnieju głównym US Open, lecz swoje spotkanie przegrał w I rundzie. Na koniec roku Tipsarević zwyciężył w turnieju challengerowym w Torrance.

### Sezon 2004
Nowy sezon rozpoczął od eliminacji do Australian Open, w których ostatecznie odpadł. W maju wygrał challengera w Ostrawie, pokonując w finale Petera Luczaka 6:3, 7:6(5). W tym samym miesiącu Tipsarević zatriumfował w grze podwójnej w Fürth, a w lipcu w Weiden. Podczas turniejów Ronald Garrosa oraz Wimbledonie wystąpił w drabince głównej, jednak za każdym razem przegrywał swoje pojedynki w I rundzie.
W challengerze w Belo Horizonte doszedł do finału, w którym pokonał 6:4, 5:7, 6:4 Brazylijczyka Ricardo Mello. W sierpniu zakwalifikował się do wielkoszlemowego US Open, lecz ponownie zakończył swój udział w turnieju na I etapie.

### Sezon 2005
Rok 2005 Tipsarević zaczął od awansu do II rundy w Melbourne. W meczu o III fazę zmierzył się z Dominikiem Hrbatým, przegrywając 2:6, 6:7(1), 6:3, 5:7. Ten sam rezultat osiągnął we French Open. W międzyczasie wygrał imprezę challengerową w grze podwójnej w Neapolu. W grze pojedynczej Wimbledonu doszedł do III rundy, pokonując wcześniej Tommy’ego Haasa oraz Lu Yen-hsuna. Pogromcą Serba w spotkaniu o dalszą grę był Szwed Thomas Johansson, który wygrał pojedynek 6:2, 6:3, 6:1. Z US Open Serb odpadł w I fazie.

### Sezon 2006
Na początku sezonu Tipsarević uzyskał II rundę w Australian Open. W lutym wygrał rozgrywki challengerowe w Belgradzie. W wielkoszlemowym French Open przegrał swoje spotkanie w I rundzie.
Na trawiastych kortach w Nottingham doszedł do po raz pierwszy w karierze do ćwierćfinału turnieju rangi ATP World Tour, eliminując po drodze m.in. zwycięzcę z 2004 roku Paradorna Srichaphana. Mecz o półfinał ostatecznie przegrał z Robinem Söderlingiem. Na Wimbledonie Serb zakończył swój udział na I rundzie po porażce z Andym Roddickiem. Do końca roku serbski tenisista wygrał jeszcze trzy imprezy challengerowe, w Samarkandzie, Bucharze oraz w Mons. W turnieju rangi ATP World Tour w Moskwie Tipsarević osiągnął kolejny ćwierćfinał. Mecz o dalszą fazę przegrał z Maratem Safinem.

### Sezon 2007
W roku 2007 Tipsarević przegrał w I rundzie Australian Open. W maju wygrał challengera w Zagrzebiu.
We French Open awansował do III rundy wygrywając wcześniej z Maratem Safinem. Spotkanie o 1/8 finału przegrał 3:6, 4:6, 0:6 z Tommym Robredo. W 's-Hertogenbosch doszedł do ćwierćfinału, a podczas Wimbledonu uzyskał IV rundę. Po drodze zdołał wyeliminować m.in. Florenta Serrę oraz Fernando Gonzáleza. Pojedynek o ćwierćfinał przegrał z Juanem Carlosem Ferrero.
W ostatnim w sezonie wielkoszlemowym turnieju, US Open doszedł do II rundy. W Moskwie osiągnął półfinał, pokonując m.in.: Andy’ego Murraya i Radka Štěpánka. W meczu o finał uległ 6:7(6), 1:6 Nikołajowi Dawydience.

### Sezon 2008
W Australian Open dotarł do III rundy. Pokonał wcześniej Fernando Verdasco, a przegrał z Rogerem Federerem. W Zagrzebiu Tipsarević doszedł do ćwierćfinału. W rozgrywkach Masters Series w Miami również osiągnął ćwierćfinał. We wcześniejszych rundach pokonał Lu Yen-hsuna, Fernando Verdasco, Thomasa Johanssona oraz Michaiła Jużnego. Spotkanie o awans do półfinału zakończyło się porażką Serba z Nikołajem Dawydienką.
We French Open odpadł z rywalizacji w I rundzie, a na Wimbledonie uzyskał IV fazę rozgrywek. W US Open przegrał swój mecz w I rundzie. Do końca sezonu osiągnął dwa ćwierćfinały, w Metzu oraz w Petersburgu.

### Sezon 2009 – pierwszy finał rangi ATP World Tour

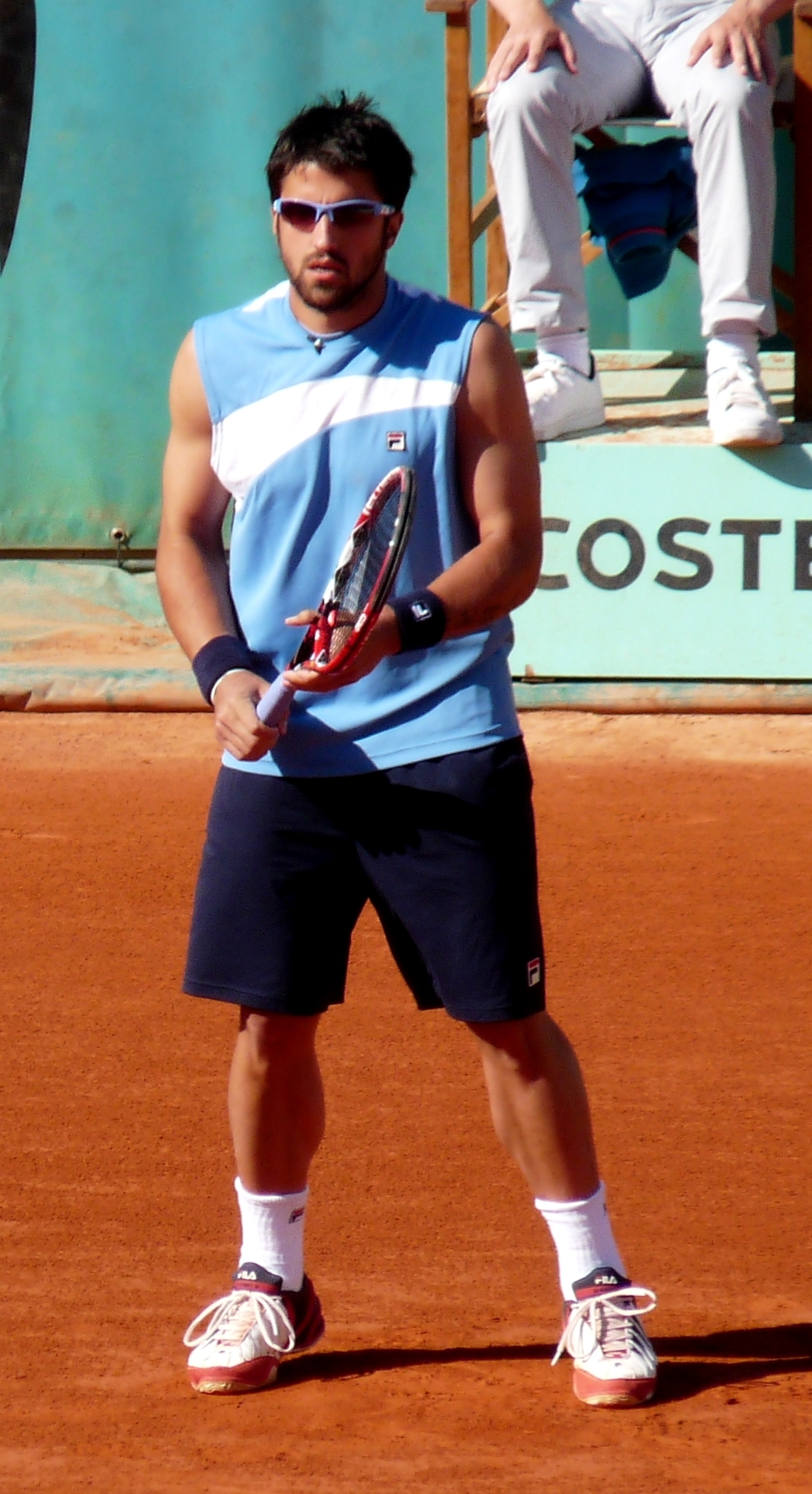
Tipsarević podczas French Open, 2009

Kolejny zawodowy sezon Tipsarević zainaugurował od występu w Australian Open, gdzie doszedł do II rundy. We French Open uzyskał III fazę turnieju.
Podczas gry na kortach trawiastych Serb osiągnął ćwierćfinał rozgrywek w Eastbourne. Mecz o półfinał przegrał z Hiszpanem Guillermo Garcíą Lópezem. W Wimbledonie odpadł z rywalizacji w II fazie, a w US Open na I etapie.
We wrześniu, podczas turnieju w Metzu Tipsarević uzyskał ćwierćfinał. Wygrał również challengera w Mons. W Moskwie awansował do swojego pierwszego finału turniejów rangi ATP World Tour. W finale rozstawiony Tipsarević zmierzył się z Michaiłem Jużnym. Rosjanin wygrał pojedynek 6&(5), 6:0, 6:4. W turnieju Bank Austria TennisTrophy rozgrywanym w Wiedniu uzyskał półfinał. Po drodze wyeliminował m.in. Johna Isnera oraz Gaëla Monfilsa. Mecz o finał przegrał 6:4, 6:7(5), 4:6 z Jürgenem Melzerem, późniejszym zwycięzcą całych rozgrywek.

### Sezon 2010
Na początku sezonu Tipsarević wystąpił w turnieju Aircel Chennai Open w hinduskim Ćennaj. Serb dotarł do półfinału singla, gdzie nie sprostał broniącemu tytułu z roku 2009, Marinowi Čiliciowi. Tipsarević rozegrał również zawody deblowe, partnerując Lu Yen-hsunowi. Razem awansowali do finału imprezy, w której jednak przegrali z parą Marcel Granollers-Santiago Ventura 5:7, 2:6. Pierwszy w sezonie wielkoszlemowy turniej, Australian Open, rozpoczął w meczu I rundy z Amerykaninem Ryanem Harrisonem. Serb wygrał mecz w trzech setach 6:2, 6:4, 7:6(3). W II fazie imprezy zmierzył się z Tommym Haasem. Mecz trwał 3 godziny i 20 minut i zakończył się porażką Tipsarevicia w pięciu setach 6:4, 4:6, 3:6, 6:1, 3:6.
W lutym zagrał w Dubaju, gdzie osiągnął ćwierćfinał. Wyeliminował po drodze Włocha Andreasa Seppiego oraz Andy’ego Murraya; przegrał w dwóch setach z Michaiłem Jużnym.
W maju Serb wystąpił w wielkoszlemowym Roland Garrosie. W pierwszej rundzie zmierzył się z Kolumbijczykiem Alejandro Fallą. Mecz zakończył się porażką Tipsarevicia 1:6, 2:6, 3:6.
Na kortach trawiastych osiągnął w czerwcu finał turnieju w 's-Hertogenbosch. Tipsarević pokonał po drodze m.in. mistrza rozgrywek z 2009 roku, Niemca Benjamina Beckera. Pojedynek o tytuł przegrał 3:6, 0:6 z Ukraińcem Serhijem Stachowskim. W Wimbledonie odpadł w I rundzie po porażce z Arnaudem Clémentem.
Pod koniec lipca, podczas US Open Series Tipsarević wystartował w turnieju w Los Angeles. Osiągnął wtedy półfinał zawodów, eliminując po drodze m.in. Markosa Pagdatisa. Mecz o finał przegrał 7:6(3), 6:7(5), 4:6 z Samem Querreyem, nie wykorzystując jednej piłki meczowej. Następnie Serb wziął udział w rozgrywkach w Waszyngtonie, gdzie awansował do ćwierćfinału zawodów przechodząc m.in. Querreya. Spotkanie o dalszą fazę przegrał z Marinem Čiliciem. Podczas US Open Tipsarević dotarł do III rundy eliminując Oliviera Rochusa i Andy’ego Roddicka. Mecz o 1/8 finału rozegrał z Gaëlem Monfilsem, który wygrał pojedynek w czterech setach.
W październiku Tipsarević wspólnie z Viktorem Troickim doszedł do finału gry podwójnej w Moskwie. W finale przegrali jednak z Rosjanami Igorem Kunicynem i Dmitrijem Tursunowem.

### Sezon 2011 – pierwszy tytuł rangi ATP World Tour i ćwierćfinał Wielkiego Szlema, miejsce w TOP 10 na koniec sezonu

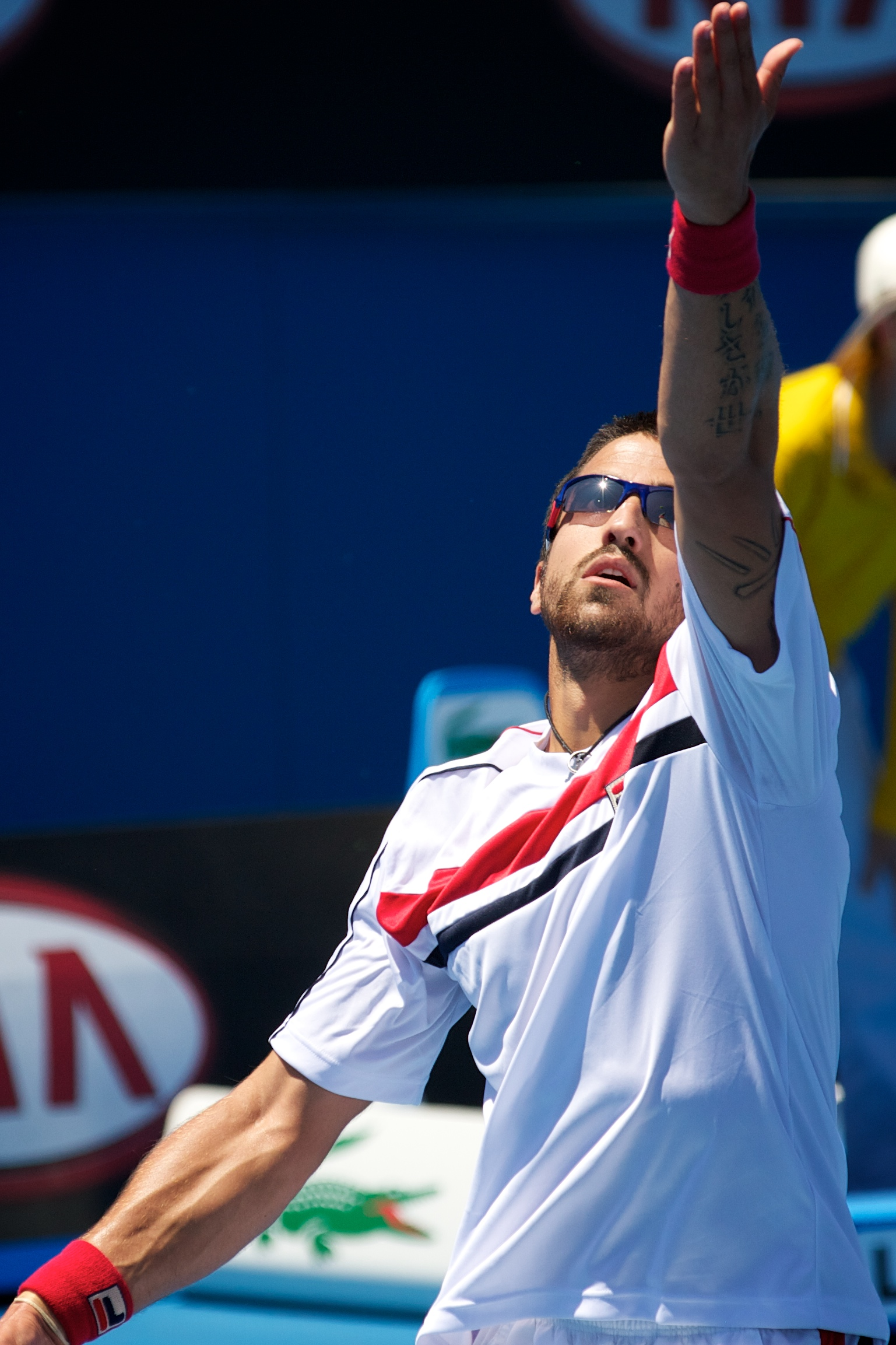
Tipsarević podczas Australian Open, 2011

Rok 2011 Serb rozpoczął od turnieju w Ćennaju, osiągając półfinał. Mecz o finał zawodów przegrał w trzech setach z Xavierem Malissem. Podczas Australian Open Serb osiągnął II rundę. Wyeliminował najpierw Mischę Zvereva, a następnie zmierzył się z Fernando Verdasco. Mecz zakończył się porażką Tipsarevicia 6:2, 6:4, 4:6, 6:7(0), 0:6. Pod koniec lutego Serb wystartował w Delray Beach. Tipsarević awansował do finału, eliminując po drodze m.in. Ivo Karlovicia i Keiego Nishikoriego. Mecz o tytuł przegrał 4:6, 4:6 z Juanem Martínem del Potro.
W czerwcu, podczas rozgrywek na nawierzchni trawiastej w Eastbourne Serb po raz czwarty awansował do finału rozgrywek ATP World Tour. Spotkanie finałowe przegrał z Andreasem Seppim poprzez krecz w trzecim secie, przy stanie 5:3 dla Seppiego. Tipsarević poddał pojedynek z powodu doznania kontuzji prawego biodra. Na Wimbledonie odpadł w I rundzie z Ivo Karloviciem.
Na początku sierpnia Serb doszedł do ćwierćfinału turnieju w Waszyngtonie, doznając porażki z Gaëlem Monfilsem. Następnie Tipsarević po raz pierwszy w karierze doszedł do półfinału rozgrywek rangi Masters Series, a dokonał tego w Montrealu. Po drodze zdołał wyeliminować m.in. Fernando Verdasco i Tomáša Berdycha. Spotkanie o finał zawodów Serb przegrał z Mardym Fishem. Podczas US Open Tipsarević osiągnął pierwszy raz w swojej karierze ćwierćfinał rozgrywek wielkoszlemowych. Serb wyeliminował po drodze m.in. Tomáša Berdycha oraz Juana Carlosa Ferrero. Pojedynek o półfinał imprezy zakończył się porażką Tipsarevicia z Novakiem Đokoviciem.
Dnia 1 października Serb wygrał swój pierwszy w karierze turniej z cyklu ATP World Tour, a dokonał tego w Kuala Lumpur. Po drodze wyeliminował m.in. Nikołaja Dawydienkę, a w finale rezultatem 6:4, 7:5 Markosa Pagdatisa. Niespełna miesiąc później Tipsarević odniósł drugi turniejowy triumf, w Moskwie. Serb wygrał po drodze m.in. z trzykrotnym mistrzem zawodów, Nikołajem Dawydienką i w finale 6:4, 6:2 z obrońcą tytułu z 2010 roku, Viktorem Troickim. Pod koniec października Serb doszedł do finału turnieju w Petersburgu. W meczu o mistrzostwo doznał porażki z Chorwatem Marinem Čiliciem.

### Sezon 2012 – 8. miejsce w rankingu ATP
Pierwszy turniej w 2012 roku Tipsarević rozegrał w Ćennaju. Serb dotarł do finału singla, w którym zmierzył się z Milosem Raoniciem. Ponad trzygodzinny pojedynek zakończył się zwycięstwem Kanadyjczyka 6:7(4), 7:6(4), 7:6(4). Ponadto Tipsarević osiągnął finał w grze podwójnej. Partnerując Leanderowi Paesowi pokonali w finałowym meczu 6:4, 6:4 parę Jonatan Erlich-Andy Ram. Podczas Australian Open serbski tenisista doszedł do III rundy po czterosetowych zwycięstwach z Dmitrijem Tursunowem i Jamesem Duckworthem; przegrał z Richardem Gasquetem. Pod koniec lutego Tipsarević awansował do półfinału w Marsylii, ponosząc porażkę z Michaëlem Llodrą. Następnie Serb dotarł do ćwierćfinału imprezy w Dubaju, przegrywając z Novakiem Đokoviciem.
Pod koniec marca Serb dotarł do ćwierćfinału zawodów w Miami, gdzie przegrał z Andym Murrayem. Miesiąc później, w Barcelonie, Tipsarević osiągnął kolejny ćwierćfinał, w którym pokonał go Rafael Nadal.
W maju, podczas rywalizacji na niebieskiej mączce, Tipsarević awansował do półfinału w turnieju Masters Series Madrycie eliminując m.in. w ćwierćfinale Đokovicia. Spotkanie półfinałowe zakończyło się porażką Serba z Rogerem Federerem. W Rzymie zmagania rozpoczął od II rundy, w której uległ Stanislasowi Wawrince 3:6, 1:6. W grze podwójnej razem z Łukaszem Kubotem awansował do finału rozgrywek, eliminując wcześniej m.in. parę Paes–Štěpánek, braci Bryanów oraz debel Lindstedt–Tecău. W meczu o mistrzostwo przegrali 3:6, 2:6 z Marcelem Granollersem i Markiem Lópezem. Podczas wielkoszlemowego Roland Garrosa Serb dotarł do IV rundy, w której uległ Nicolásowi Almagro.

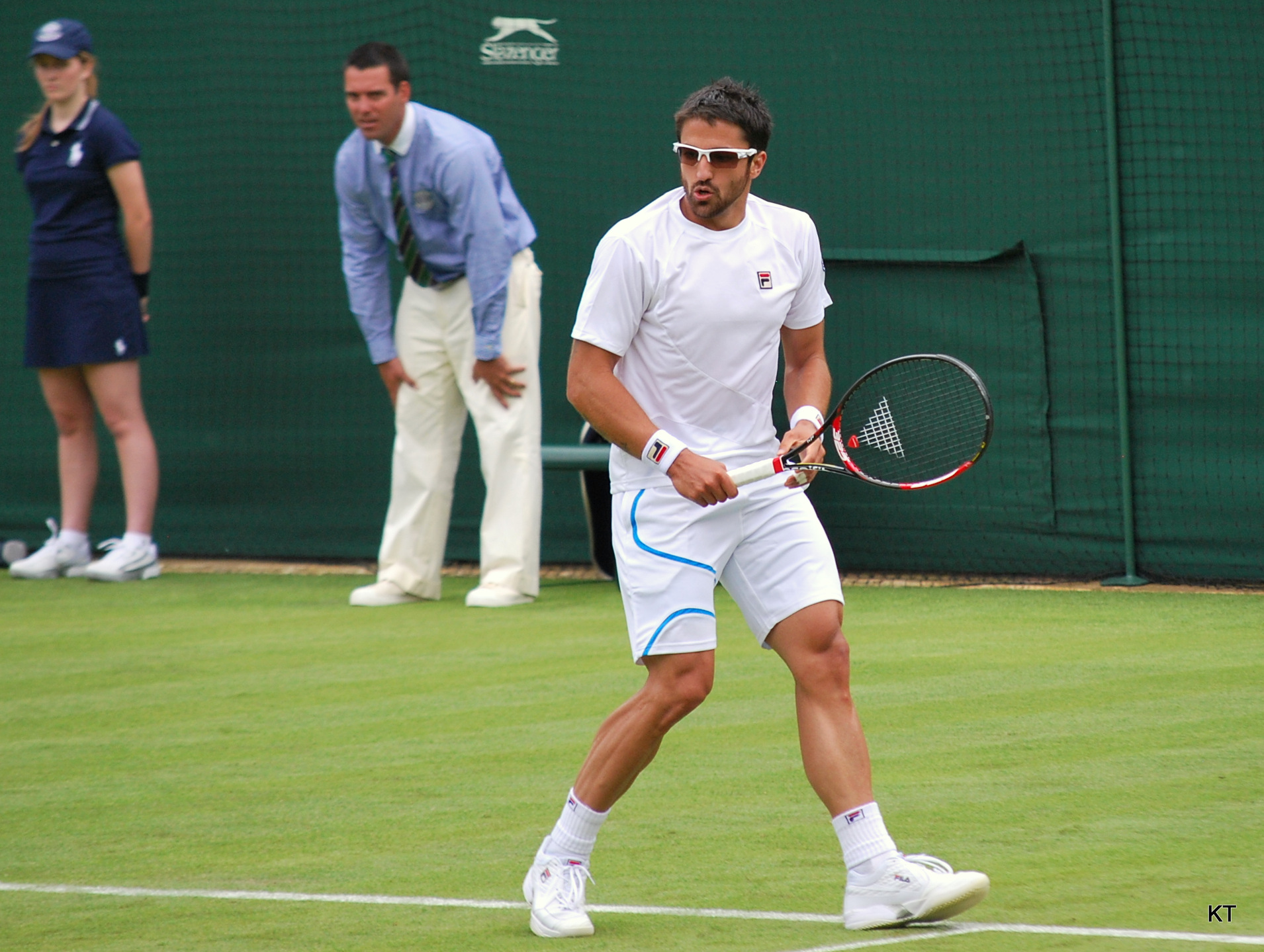
Tipsarević na Wimbledonie, 2012

Na kortach trawiastych Wimbledonu Tipsarević odpadł w III rundzie po porażce z Michaiłem Jużnym. Trzeci singlowy turniej w karierze serbski tenisista wywalczył w połowie lipca w Stuttgarcie, na nawierzchni ziemnej. Był to zarazem pierwszy singlowy finał jaki Serb rozegrał na tym podłożu. Spotkanie o tytuł wygrał 6:4, 5:7, 6:3 z Juanem Mónaco. Następnie Tipsarević osiągnął finał zawodów w Gstaad, ponosząc porażkę w finale z Thomazem Belluccim.
Pierwszy turniej z serii US Open Series z udziałem Tipsarevicia odbył się w Toronto, gdzie awansował do półfinału, w którym nie sprostał Novakowi Đokoviciowi. Na początku września Serb zagrał na US Open docierając po raz drugi z rzędu do ćwierćfinału. Po drodze wygrał m.in. z Guillaume’em Rufinem, odrabiając stratę dwóch setów. Ćwierćfinałowy pojedynek przegrał jednak z Davidem Ferrerem.
Jesienią, pod koniec września, Tipsarević zagrał najpierw w Bangkoku dochodząc do półfinału, w którym uległ Gilles’owi Simonowi. Następnie Serb dotarł do ćwierćfinału w Tokio przegrywając z Milosem Raoniciem. W połowie października Tipsarević dotarł do półfinału w Wiedniu, a na początku listopada do ćwierćfinału turnieju z serii ATP World Tour Masters 1000 w Paryżu, gdzie zapewnił sobie kwalifikację do zawodów ATP World Tour Finals.

### Sezon 2013
Pierwszy turniej w 2013 roku Serb zagrał w Ćennaju, wygrywając zarazem zawody ATP World Tour po raz czwarty w karierze. W finale Tipsarević pokonał 3:6, 6:1, 6:3 Roberto Bautistę-Aguta. Podczas Australian Open Tipsarević awansował do IV rundy, po pokonaniu Lleytaona Hewitta oraz po pięciosetowych zwycięstwach z Lukášem Lacko i Julienem Benneteau. Pojedynek z Nicolásem Almagro o ćwierćfinał poddał przy stanie 6:2, 5:1 dla Hiszpana z powodu kontuzji stopy.
Pod koniec kwietnia, podczas sezonu ziemnego w Europie, tenisista serbski osiągnął ćwierćfinał w Bukareszcie, gdzie poniósł porażkę z Guillermo Garcíą Lópezem. Do kolejnego ćwierćfinału Tipsarević awansował w Monachium, odpadając po przegranej z Danielem Brandsem. Na Rolandzie Garrosie Tipsarević dotarł do III rundy, po wyeliminowaniu Nicolasa Mahuta i po pięciosetowym zwycięstwie z Fernando Verdasco. Serb odpadł z zawodów po trzysetowej porażce z Michaiłem Jużnym.
Podczas sezonu trawiastego Tipsarević przegrał w I rundzie Wimbledonu z Viktorem Troickim.
W połowie lipca zagrał w Bogocie awansując do ćwierćfinału, w którym nie sprostał Alejandro Falli.
Na US Open Tipsarević dotarł do IV rundy eliminując Pablo Cuevasa, Dudiego Selę i Jacka Socka. Odpadł po czterosetowej porażce z Davidem Ferrerem.
Ostatni w sezonie turniej Serb zagrał w Walencji pod koniec października, gdzie przegrał w I rundzie z Marcelem Granollersem.

### Sezony 2014–2015 – operacje stopy

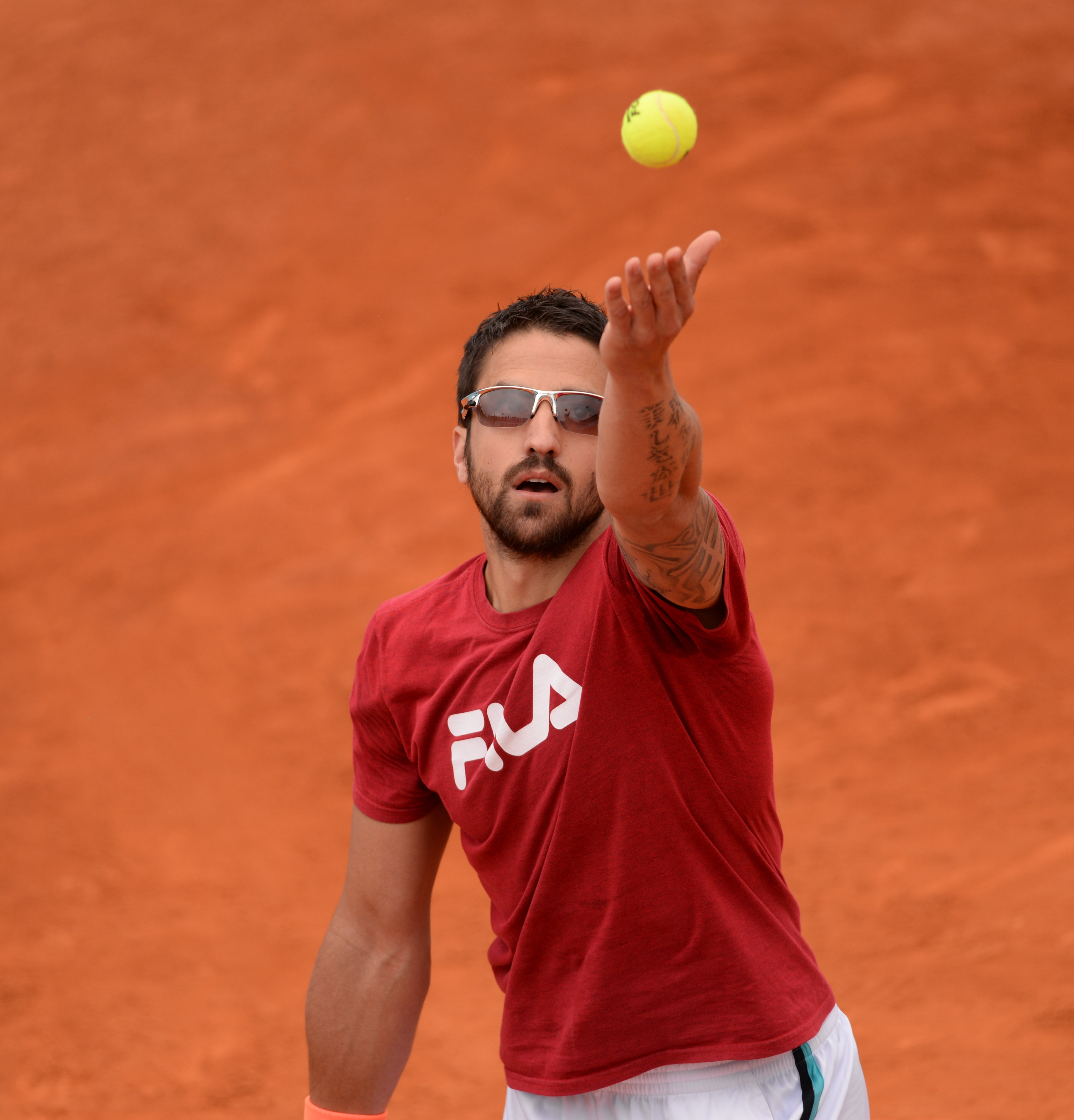
Tipsarević podczas turnieju w Monachium, 2015

Przez cały sezon 2014 Tipsarević zmagał się z kontuzją lewej stopy, przechodząc dwie operacje. Pierwsza miała miejsce 28 maja, a kolejna 2 września we Frankfurcie.
Pierwszy start Serba od zawodów w Walencji w 2013 miał miejsce w Miami 2015 w konkurencji gry podwójnej, z której odpadł w pierwszym meczu wspólnie z Novakiem Đokoviciem. Do pierwszego turnieju z udziałem Tipsarevicia w singlu doszło w kwietniu w Houston, gdzie odpadł w drugiej rundzie. W zwycięskim pojedynku z Guilhermem Clézarem obronił dwie piłki meczowe, a w kolejnym pojedynku uległ Santiago Giraldo. W sierpniu Tipsarević w parze z Đokoviciem osiągnął półfinał debla zawodów ATP World Tour Masters 1000 w Montrealu. Zagrał także w dwóch imprezach Wielkiego Szlema, Wimbledonie i US Open, jednak został wyeliminowany w pierwszych rundach singla i debla.
Rok 2015 zakończył jako 410. singlista i 200. deblista w klasyfikacji ATP.

### Sezon 2016
Pierwszy turniej Serb zagrał w sezonie 2016 w kwietniu na ziemnej nawierzchni w Ostrawie w ramach cyklu ATP Challenger Tour. Powodem siedmiomiesięcznej nieobecności tenisisty na kortach była rehabilitacja po operacji prawego kolana, do której doszło w październiku 2015. Z imprezy w Ostrawie Tipsarević odpadł w drugiej rundzie. W maju zagrał w jednym turnieju ATP World Tour, w Genewie, gdzie przegrał w pierwszym meczu oraz w wielkoszlemowym French Open, ponownie kończąc udział w pierwszej rundzie.
W czerwcu Serb wygrał pierwszy mecz w zawodach ATP World Tour w sezonie, w pierwszej rundzie w Londynie eliminując Grigora Dimitrowa. Kolejny pojedynek zakończył się porażką Tipsarevicia z Marinem Čiliciem. Na Wimbledonie zawodnik serbski odpadł po pierwszym meczu, z Gillesem Simonem.
W połowie sierpnia Tipsarević zagrał w turnieju ATP Challenger Tour w Qingdao startując z eliminacji, jako 413. tenisista na świecie. Impreza ta zakończyła się jego triumfem, a w finale pokonał Rubéna Ramíreza Hidalga 1:6, 7:5, 6:1, który jako jedyny zdołał wygrać seta przeciwko Tipsareviciowi. Do US Open Serb przystępował jako 250. zawodnik w rankingu. W pierwszej rundzie wyeliminował w czterech setach Sama Querreya, pierwszy raz przechodząc pierwszą rundę Wielkiego Szlema od US Open 2013. Kolejną rundę przegrał w pięciu setach z Pablem Carreño-Bustą.
Pod koniec września Tipsarević doszedł do półfinału zawodów ATP World Tour w Shenzhen, a ostatni raz do tego etapu turnieju tej ragi awansował w sezonie 2013 w Ćennaju. Pojedynek o udział w finale poddał przy wyniku 2:6, 1:4 Richardowi Gasquetowi przez problemy z prawym udem.
Na koniec roku 2016 zajmował 144. miejsce w zestawieniu singlowym ATP.

### Ostatnie sezony w karierze
W sezonie 2017 zagrał w czterech turniejach ATP Challenger Tour, wszystkie kończąc jako zwycięzca. Najlepszy wynik w zawodach wielkoszlemowych ustanowił na US Open, dochodząc do drugiej rundy. Pierwszy mecz wygrał w pięciu setach z Thanasim Kokkinakisem, w następnym poniósł porażkę z Diegiem Schwartzmanem. Po zawodach w Nowym Jorku poddał się kończącej sezon operacji ścięgna prawego uda. Ponowny zabieg przeszedł w marcu 2018.
Do zawodowego tenisa po kontuzji wrócił podczas Australian Open 2019, w pierwszej rundzie przegrywając z Grigorem Dimitrowem. W kwietniu Serb został ćwierćfinalistą w Houston. W sierpniu ogłosił planowane zakończenie kariery po finałach Puchar Davisa (otrzymał powołanie, ale nie grał w meczach). Ostatni turniej w karierze zagrał w październiku w Sztokholmie, gdzie wyeliminował Corentina Mouteta i Fabia Fogniniego, by w ćwierćfinale przegrać 2:6, 6:4, 6:7(4) z Yūichim Sugitą.

### Rozgrywki międzypaństwowe
(Puchar Davisa i Drużynowy Puchar Świata)
Janko Tipsarević w reprezentacji zadebiutował w roku 2000, broniąc jeszcze barw Jugosławii. W 2006, 2007 i 2008 brał udział w play-offach, które dawały szansę na grę w „Grupie Światowej”. W 2009 wziął udział w meczu I rundy przeciwko Hiszpanii. Swoje spotkanie przegrał 1:6, 0:6, 2:6 z Rafaelem Nadalem. W play-offach o utrzymanie jego zespół rywalizował z Uzbekistanem. Wynik konfrontacji to 5:0 dla Serbów. Swoje mecze Tipsarević wygrał, najpierw pokonując 6:2, 5:7, 6:1, 6:4 Denisa Istomina, a potem zwyciężył w grze podwójnej.
W roku 2010 Tipsarević wraz z zespołem awansował do finału Pucharu Davisa, po pokonaniu wcześniej USA, Chorwacji oraz Czech. W półfinale przeciwko Czechom znacząco przyczynił się do awansu Serbów do finału po wygranych nad Tomášem Berdychem i Radkiem Štěpánkiem. W finale z Francją Tipsarević przegrał z Gaëlem Monfilsem, ale Serbowie ostatecznie wygrali rywalizację 3:2.
W Drużynowym Pucharze Świata, rozgrywanym na kortach ziemnych w Düsseldorfie, zwyciężył wraz z zespołem w roku 2009. W składzie z Viktorem Troickim i Nenadem Zimonjiciem wyeliminował w fazie grupowej reprezentacje Argentyny, Włoch oraz Rosji. W finale rywalami Serbów byli Niemcy. Wynik konfrontacji to 2:1 dla zespołu Tipsarevicia, który w swoim meczu pokonał 6:2, 6:4 Philippa Kohlschreibera.

### Finały w turniejach ATP World Tour
| Legenda                     |
| Wielki Szlem                |
| ATP World Tour Finals       |
| ATP World Tour Masters 1000 |
| Igrzyska olimpijskie        |
| ATP World Tour 500          |
| ATP World Tour 250          |

#### Gra pojedyncza (4–7)
| Końcowy wynik | Nr | Data                 | Turniej          | Nawierzchnia  | Przeciwnik            | Wynik finału           |
| ------------- | -- | -------------------- | ---------------- | ------------- | --------------------- | ---------------------- |
| Finalista     | 1. | 25 października 2009 | Moskwa           | Twarda (hala) | Michaił Jużny         | 7:6(5), 0:6, 4:6       |
| Finalista     | 2. | 19 czerwca 2010      | 's-Hertogenbosch | Trawiasta     | Serhij Stachowski     | 3:6, 0:6               |
| Finalista     | 3. | 27 lutego 2011       | Delray Beach     | Twarda        | Juan Martín del Potro | 4:6, 4:6               |
| Finalista     | 4. | 18 czerwca 2011      | Eastbourne       | Trawiasta     | Andreas Seppi         | 6:7(5), 6:3, 3:5 krecz |
| Zwycięzca     | 1. | 2 października 2011  | Kuala Lumpur     | Twarda (hala) | Markos Pagdatis       | 6:4, 7:5               |
| Zwycięzca     | 2. | 23 października 2011 | Moskwa           | Twarda (hala) | Viktor Troicki        | 6:4, 6:2               |
| Finalista     | 5. | 30 października 2011 | Petersburg       | Twarda (hala) | Marin Čilić           | 3:6, 6:3, 2:6          |
| Finalista     | 6. | 8 stycznia 2012      | Ćennaj           | Twarda        | Milos Raonic          | 7:6(4), 6:7(4), 6:7(4) |
| Zwycięzca     | 3. | 15 lipca 2012        | Stuttgart        | Ceglana       | Juan Mónaco           | 6:4, 5:7, 6:3          |
| Finalista     | 7. | 22 lipca 2012        | Gstaad           | Ceglana       | Thomaz Bellucci       | 7:6(6), 4:6, 2:6       |
| Zwycięzca     | 4. | 6 stycznia 2013      | Ćennaj           | Twarda        | Roberto Bautista-Agut | 3:6, 6:1, 6:3          |

#### Gra podwójna (1–3)
| Końcowy wynik | Nr | Data                 | Turniej | Nawierzchnia  | Partner        | Przeciwnicy                        | Wynik finału |
| ------------- | -- | -------------------- | ------- | ------------- | -------------- | ---------------------------------- | ------------ |
| Finalista     | 1. | 10 stycznia 2010     | Ćennaj  | Twarda        | Lu Yen-hsun    | Marcel Granollers Santiago Ventura | 5:7, 2:6     |
| Finalista     | 2. | 24 października 2010 | Moskwa  | Twarda (hala) | Viktor Troicki | Igor Kunicyn Dmitrij Tursunow      | 6:7(8), 3:6  |
| Zwycięzca     | 1. | 8 stycznia 2012      | Ćennaj  | Twarda        | Leander Paes   | Jonatan Erlich Andy Ram            | 6:4, 6:4     |
| Finalista     | 3. | 20 maja 2013         | Rzym    | Ceglana       | Łukasz Kubot   | Marcel Granollers Marc López       | 3:6, 2:6     |

### Starty wielkoszlemowe (gra pojedyncza)
| Turniej          | 2003  | 2004  | 2005  | 2006  | 2007  | 2008  | 2009  | 2010  | 2011  | 2012  | 2013  | 2014  | 2015  | 2016  | 2017  | 2018  | 2019  | Wygrane turnieje | Bilans w turnieju |
| ---------------- | ----- | ----- | ----- | ----- | ----- | ----- | ----- | ----- | ----- | ----- | ----- | ----- | ----- | ----- | ----- | ----- | ----- | ---------------- | ----------------- |
| Australian Open  | –     | –     | 2R    | 2R    | 1R    | 3R    | 2R    | 2R    | 2R    | 3R    | 4R    | –     | –     | –     | –     | –     | 1R    | 0 / 10           | 12–10             |
| French Open      | –     | 1R    | 2R    | 1R    | 3R    | 1R    | 3R    | 1R    | 3R    | 4R    | 3R    | –     | –     | 1R    | 1R    | –     | 1R    | 0 / 13           | 12–13             |
| Wimbledon        | –     | 1R    | 3R    | 1R    | 4R    | 4R    | 2R    | 1R    | 1R    | 3R    | 1R    | –     | 1R    | 1R    | 1R    | –     | 2R    | 0 / 14           | 12–14             |
| US Open          | 1R    | 1R    | 1R    | –     | 2R    | 1R    | 1R    | 3R    | QF    | QF    | 4R    | –     | 1R    | 2R    | 2R    | –     | 1R    | 0 / 14           | 16–14             |
| Wygrane turnieje | 0 / 1 | 0 / 3 | 0 / 4 | 0 / 3 | 0 / 4 | 0 / 4 | 0 / 4 | 0 / 4 | 0 / 4 | 0 / 4 | 0 / 4 | 0 / 0 | 0 / 2 | 0 / 3 | 0 / 3 | 0 / 0 | 0 / 4 | 0 / 51           | N/A               |
| Bilans spotkań   | 0–1   | 0–3   | 4–4   | 1–3   | 6–4   | 5–4   | 4–4   | 3–4   | 7–4   | 11–4  | 8–4   | 0–0   | 0–2   | 1–3   | 1–3   | 0–0   | 1–4   | N/A              | 52–51             |